# Johann Masius
Johann Masius (* 14. November 1613 in Crempe oder Glückstadt; † 14. Juni 1642 in Königsberg (Preußen)) war ein deutscher Mediziner und Astronom.
Johann Masius besuchte das Athenaeum in Stade und das Gymnasium in Hamburg, wo er relegiert wurde. Danach studierte er Medizin und Mathematik in Franeker, Groningen und Leiden. Ab 1636 studierte Masius an der Universität Königsberg Medizin und Naturwissenschaften und wurde dort 1638 zum Magister und 1640 zum Dr. promoviert. Er starb im Alter von 29 Jahren und hinterließ medizinische wie astronomische Schriften. Der Diakon der Altstädtischen Kirche zu Königsberg Urban Lepner († 1645) hielt ihm die Leichenpredigt. Ein Jahr später starb auch sein Sohn Johann Georg; der Dichter Simon Dach verfasste eine Trostschrift für die trauernde Witwe und Mutter.